# 건축가의 배
건축가의 배(The Belly Of An Architect)는 영국에서 제작된 피터 그리너웨이 감독의 1987년 영화이다. 브라이언 데니히 등이 주연으로 출연하였고 콜린 칼렌더 등이 제작에 참여하였다.

## 출연

### 주연
- 브라이언 데니히
- 클로이 웹

### 조연
- 램버트 윌슨
- 세르지오 판토니
- 제프리 코플스톤

## 제작진
- 의상: 모리지오 밀렌노티